# Broche (bijou)
Pour les articles homonymes, voir Broche.

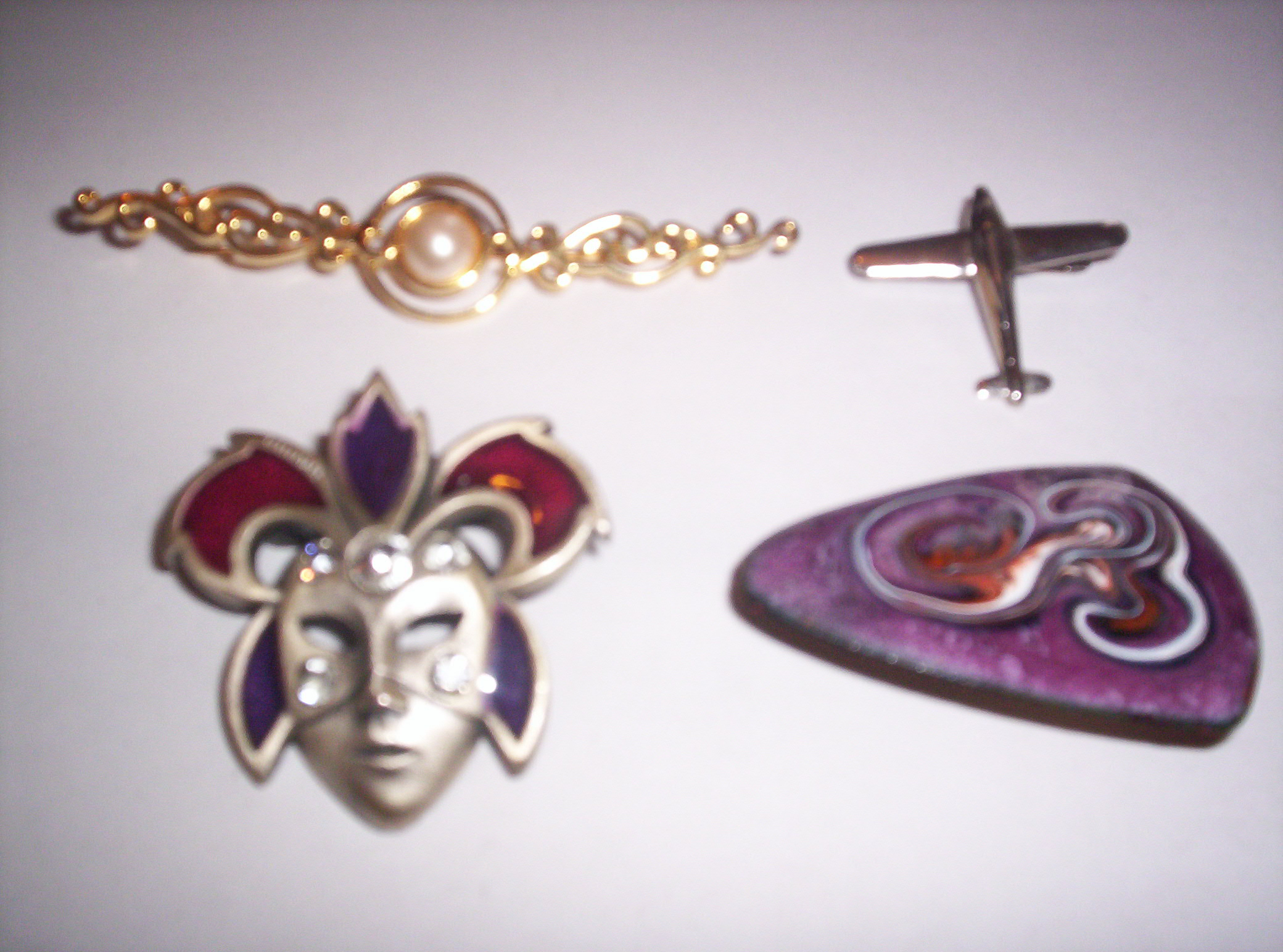
Broches de face

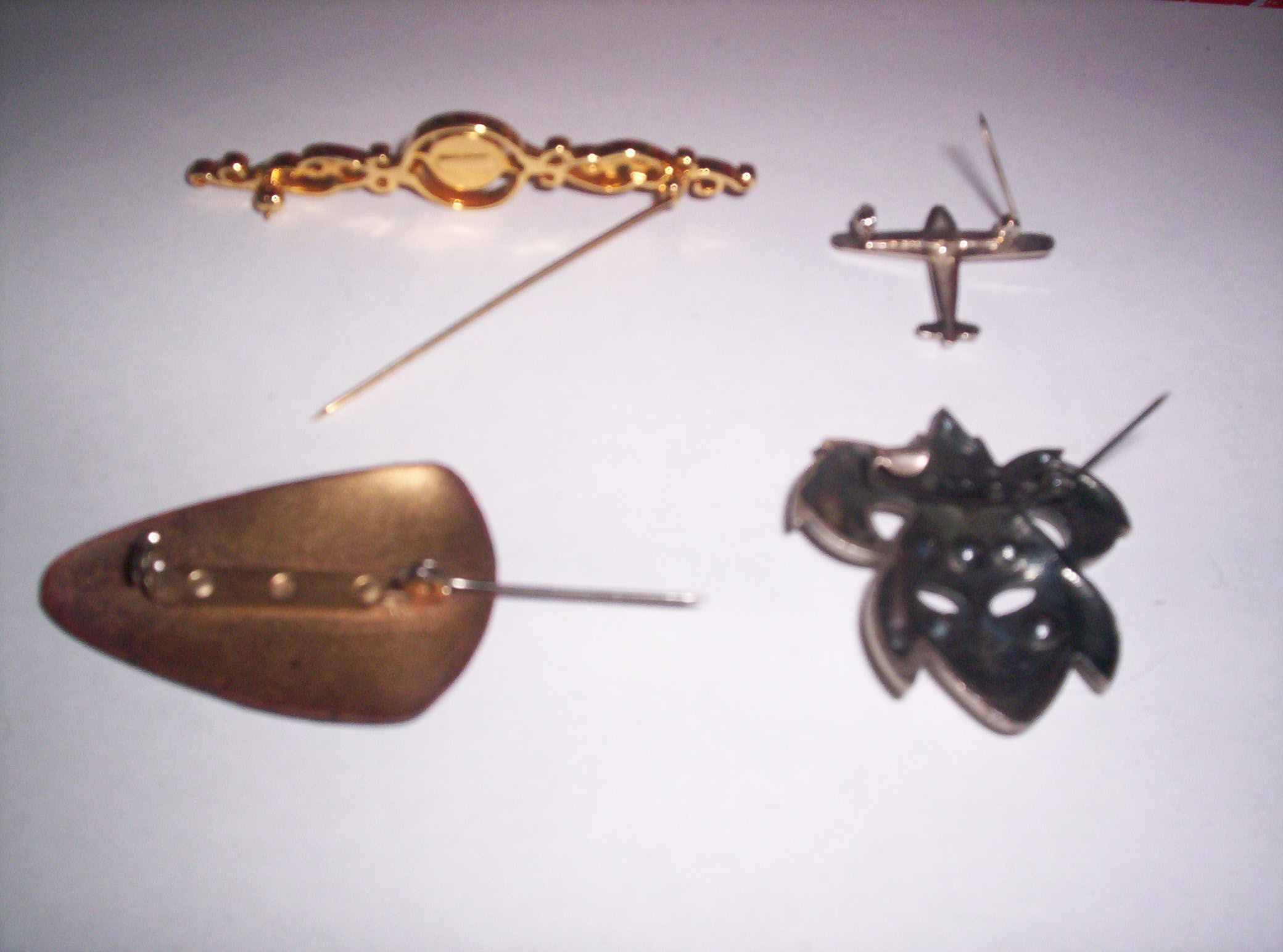
Broches de dos

Une broche est un bijou que l'on attache dans un but essentiellement esthétique sur les vêtements. C'est un bijou principalement féminin. Elle est en général composée de deux parties, la partie décorative qui se place vers l'avant et la fixation cachée derrière (souvent en épingle de sûreté) qui est fixée dessus soit par collage, soit par soudure.
C'est un objet de taille, de matière et de forme variables, même si le mode de fixation (généralement en métal) reste généralement similaire d'une broche à l'autre.
L'ancêtre de la broche est la fibule et les premières datent de l'âge du bronze. Dans les îles Britanniques, la fibule romaine a évolué vers une géométrie et une ornementation particulière typique de l'art insulaire, la broche celtique.
C'est un objet souvent réalisé en loisirs créatifs. À l'inverse, c'est aussi un objet de joaillerie qui peut être fait de métal précieux et décoré de pierres précieuses ou semi-précieuses.
Au Yucatan (Mexique), le makech est un broche comprenant un insecte vivant.